# Scabiosa columbaria

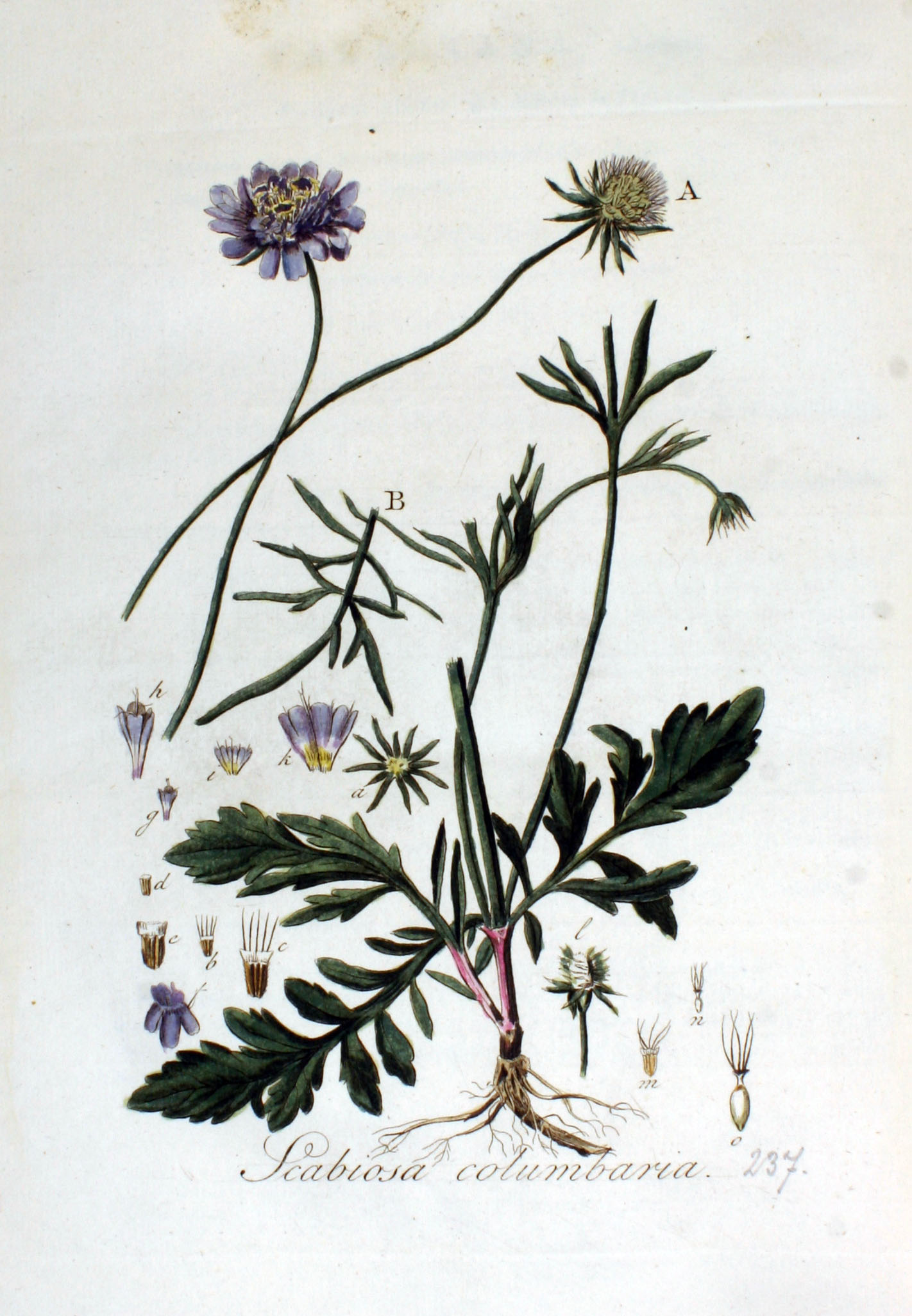
Ilustración

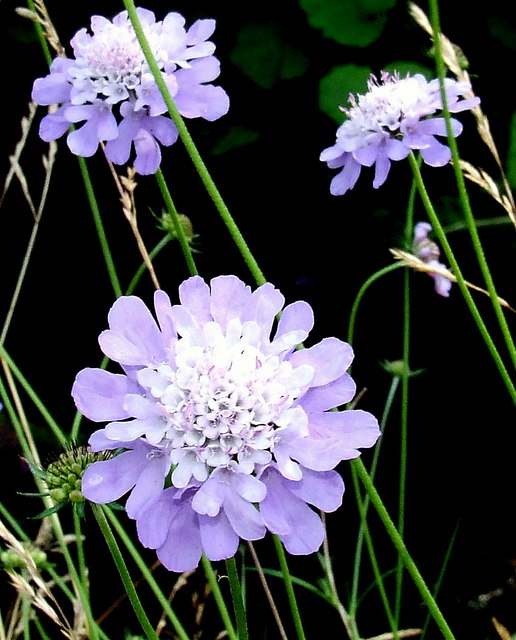
Flor

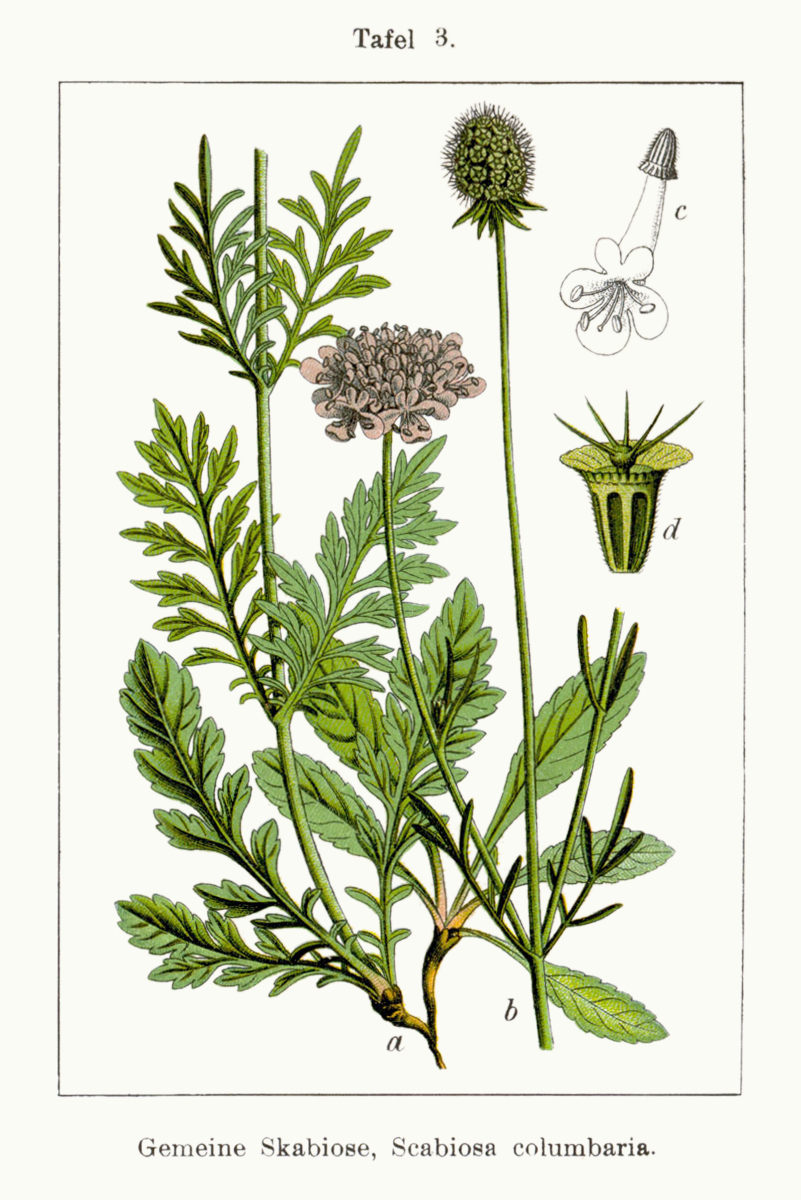
Ilustración

Scabiosa columbaria, es una especie de planta fanerógama de la antigua familia Dipsacaceae ahora subfamilia de  Caprifoliaceae. 

## Descripción
Es una planta herbácea perenne, sufruticosa, cespitosa, multicaule. Tiene tallos de hasta 120 cm, erectos, simples o más frecuentemente divaricados en la mitad o tercio superior. Hojas 10-170  × 3-55  mm; las basales rosuladas, oblongo-obovadas u oblanceoladas; las caulinares elípticas u oblanceoladas, 1-3 pinnatisectas, con 2-7 pares de lóbulos laterales de oblongos a lineares. Capítulos de 17- 30 ) mm de diámetro en la antesis, globosos u ovoides. Involucro con 8-15 brácteas en 1-2 filas y no superando las flores. Corola de color rosa violeta, azul violeta o excepcionalmente blanquecina. El fruto es un aquenio.  Tiene un número de cromosomas de 2n = 16.

## Distribución y hábitat
Se encuentra en los claros de bosques y matorrales, enclaves pedregosos en substratos calcáreos, dolomíticos, yesosos o graníticos; a una altitud de 100-2000(2300) metros en Europa, N, E y S de África, y C y SW de Asia. Mitad N de la península ibérica. 

## Taxonomía
Scabiosa columbaria fue descrita por Carlos Linneo   y publicado en  Species Plantarum 1: 99. 1753.
Etimología
Scabiosa: nombre genérico que deriva del latín scabiosus  = "áspero, sarnoso", refiriéndose a que supuestamente servían para curar la sarna; aunque según algunos, el nombre aludiría tan solo a la aspereza del indumento de las referidas plantas.
columbaria: epíteto latíno que significa "como una paloma".
Variedades aceptadas
- Scabiosa columbaria subsp. portae (A.Kern. ex Huter) Hayek
- Scabiosa columbaria subsp. pseudobanatica (Schur) Jáv. & Csapody

Sinonimia
- Asterocephalus columbaria (L.) Wallr.
- Asterocephalus mollissimus Spreng.
- Asterocephalus pumilus Spreng.
- Asterocephalus pyrenaicus Sweet
- Columbaria minor Gray
- Columbaria patens Fourr.
- Columbaria rubella Opiz ex Steud.
- Columbaria vulgaris J.Presl & C.Presl
- Lomelosia coronopifolia Raf.
- Scabiosa acaulis Thunb.
- Scabiosa affinis Gren. & Godr.
- Scabiosa anthemifolia Eckl. & Zeyh.
- Scabiosa austroafricana Heine
- Scabiosa bellidis-folia Gilib.
- Scabiosa brigantiaca Jord.
- Scabiosa caerulea Steud.
- Scabiosa ceratophylla Ten.
- Scabiosa commutata Roem. & Schult.
- Scabiosa crassicaula E.Mey.
- Scabiosa dubia Velen.
- Scabiosa laciniata Licht. ex Roem. & Schult.
- Scabiosa nudicaulis Lam.
- Scabiosa orophila Timb.-Lagr. & Jeanb.
- Scabiosa pallida E.Mey.
- Scabiosa patens Jord.
- Scabiosa permixta Jord. ex Boreau
- Scabiosa pratensis Jord.
- Scabiosa pumila Burm.f.
- Scabiosa rubella Opiz ex Mert. & W.D.J.Koch
- Scabiosa spreta Jord.
- Scabiosa thunbergii Roem. & Schult.
- Scabiosa tolosana Timb.-Lagr. & Jeanb.
- Sclerostemma columbarium (L.) Schott
- Succisa columbaria (L.) Moench[5]